# Giacomo Cantelli da Vignola
Giacomo Cantelli (Vignola, 22. veljače 1643. − Modena, 30. studenog 1695.), talijanski kartograf i graver koji je djelovao u Modeni tijekom 17. stoljeća.
Cantelli je svoje zemljovide temeljio ne samo na radovima prethodnika već i najnovijim putovanjima odnosno istraživanjima, a ostao je upamćen kao pionir talijanskog stila finog masnog graviranja što će kasnije utjecati na opus V. Coronellija. Izradio je brojne prikaze Italije, Europe i svijeta među kojima je i više radova značajnih za kartografiju Hrvatske. Godine 1684. izdao je „Zemljovid Dalmacije, Istre, Bosne, Srbije i dijela Slavonije”, a napravio je i panoramske prikaze Osijeka, Virovitice, Knina odnosno Like i Krbave. Također, za Rossijev Mercurio Geografico iz 1674. i 1692. godine izradio je tri zemljovida koji prikazuju balkanske zemlje. Prilikom izrade navedenih radova služio se i djelima hrvatskog kartografa S. Glavača, a koristio je i njegovu „hrvatsku milju” (lat. Milliaria Croatica). Godine 1685. imenovan je kartografom kneza Francesca II. od Modene.

## Opus
- Mercurio Geografico, overo Guida Geografica in tutte le parti del Mondo Conforme le Tavole Geografiche del Sansone (1674.)
- Tabula Nova Geographica Natoliae et Asiae Minoris (1677.)
- Il Regno delle China detto presentemente Catay e Mangin (1682.)
- Dalmatia, Istria, Bosnia, Servia, Croatia e Parte di Schiavonia (1684.)
- Tartaria d'Europa ouero Piccola Tartaria (1684.)
- Isole dell' India cioè le Molucche, le Filippine e della Sonda (1685.)
- Il Ducato di Bar diviso ne suoi tre Baliaggi di Barleduc (1689.)
- Regno di Napoli (1689.)
- Il Corso del Fiume Rodano dalle sue fonti al Mare col tratto dell'Alpi che dividono l'Italia dalla Francia (1690.)
- Il regno di Boemia (1691.)
- Li ducati di Brunswick e Luneburg (1691.)
- Governo Generale del Ducato di Bretagna diviso nelle sue Nuove Dioceai et Receptioni (1692.)
- Governo Generale dell'Isola di Francia (1692.)
- L'Italia con Le sue Poste e Strade Principali (1694.)
- Il Principato delle Asturie (postumno, 1696.)
- Il Regno di Castiglia Nuova (postumno, 1696.)
- Il Regno di Castiglia Vecchia (postumno, 1696.)
- Il Regno di Galicia (postumno, 1696.)

## Poveznice
- Povijest kartografije

## Vanjske poveznice
- (hrv.) Opća i nacionalna enciklopedija: Giacomo Cantelli da Vignola[neaktivna poveznica]
- (hrv.) Ž. Škalamera: Stjepan Glavač, Giacomo Cantelli da Vignola, u: Znanost u Hrvata, I. dio, katalog izložbe. MGC, Zagreb 1996, str. 185. – 186.

Ostali projekti
|  | Zajednički poslužitelj ima još gradiva o temi Giacomo Cantelli da Vignola |